# بطولة العالم للدراجات على المضمار 1922
بطولة العالم للدراجات على المضمار 1922 هي الدورة ال25 من بطولة العالم للدراجات على المضمار، أجريت في باريس، فرنسا.

## النتائج النهائية
| المسابقة                              | ذهبية                   | فضية               | برونزية              |
| ------------------------------------- | ----------------------- | ------------------ | -------------------- |
| السرعة الفردية                        | Piet Moeskops (NED)     | روبرت سبيرز ‏ (AUS) | Alois Degraeve (BEL) |
| سباق مطاردة الدراجة النارية للمحترفين | Léon Vanderstuyft (BEL) | بول سوتر (SUI)     | Gustave Ganay (FRA)  |